# 中国人口与发展研究中心
中国人口与发展研究中心是中华人民共和国国家卫生健康委员会直属事业单位。

## 历史沿革
前身是1980年5月成立的中国人口情报资料中心。1986年7月更名为中国人口情报中心。1989年1月更名为中国人口情报研究中心。1989年8月更名为中国人口情报信息中心。1995年7月更名为中国人口信息研究中心。2003年11月更名为中国人口与发展研究中心。